# Harmothoe antennata
Harmothoe antennata är en ringmaskart som beskrevs av Grube. Harmothoe antennata ingår i släktet Harmothoe, och familjen Polynoidae. Arten har ej påträffats i Sverige.